# Uloborus cellarius
Espèce
Uloborus cellarius est une espèce d'araignées aranéomorphes de la famille des Uloboridae.

## Distribution
Cette espèce est endémique du Hunan en Chine,..

## Publication originale
- Yin, Peng, Yan, Bao, Xu, Tang, Zhou & Liu, 2012 : Fauna Hunan: Araneae in Hunan, China. Hunan Science and Technology Press, Changsha, p. 1-1590.